# Seznam chilských spisovatelů
Seznam chilských spisovatelů obsahuje přehled některých významných spisovatelů, narozených nebo převážně publikujících v Chile.

## A
- Isabel Allende (* 1942)
- Roberto Ampuero
- Patricia Arancibia Clavel

## B
- Maritza Barreto
- Pía Barros
- Roberto Bolaño (1953–2003)
- María Luisa Bombal
- Maura Brescia
- Marta Brunet

## C
- Teresa Calderón (* 1955)
- Francisco Casas
- Carla Cordua
- Alejandra Costamagna

## D
- Karen Devia (* 1975)
- Ariel Dorfman

## E
- Jorge Edwards (* 1931)
- Diamela Eltit

## F
- Alberto Fuguet (* 1963)

## G
- Carla Guelfenbein (* 1959)
- Nicómedes Guzmán (1914–1964)

## H
- Riola Hernández
- Juan Antonio Huesbe

## J
- Andrea Jeftanovic (* 1970)

## L
- Amanda Labarca
- Cristina Larco
- Mariano Latorre (1886–1955)
- Pedro Lemebel
- Baldomero Lillo

## M
- Jorge Marchant Lazcano
- Andrea Maturana
- Violeta Medina
- Gabriela Mistral (1889–1957)
- Paz Molina
- Jorge Montealegre
- Alicia Morel

## N
- Pablo Neruda (1904–1973)

## O
- Tatiana Olavarría
- María de la Luz Ortega
- Marisol Ortiz (* 1960)

## P
- Nicanor Parra (1914–2018)
- Marcela Paz

## R
- Susana Roccatagliata
- Gonzalo Rojas (1916–2011)

## S
- Emma Sepúlveda
- Luis Sepúlveda (1949–2020)
- Antonio Skármeta (1940–2024)
- Francisca Solar
- Úrsula Starke

## T
- Karen Toro
- Ximena Troncoso

## V
- Mercedes Valdivieso
- José Miguel Varas
- Patricia Verdugo
- Volodia Teitelboim Volosky (1916–2008)

## Z
- Jorge Zúňiga Pavlov  (* 1965)